# Естер Перел
Естер Перел (на френски: Esther Perel) е белгийска психотерапевтка от полско-еврейски произход, която изследва напрежението между нуждата от сигурност и нуждата от свобода в човешките взаимоотношения, и авторка на книги и актриса в тази област.

## Биография и творчество
Естер Перел е родена през 1958 г. в Антверпен, Белгия, в семейството на двама поляци, Исак и Сала Перел, оцелели от Холокоста. Израства в Антверпен. Следва в Еврейския университет в Йерусалим, където през 1979 г. получава бакалавърски степени по педагогическа психология и по френска литература. После през 1982 г. получава магистърска степен по експресивна арт терапия от частния университет „Лесли“ в Кеймбридж, Масачузетс. Впоследствие преминава обучение по психодинамична психотерапия и системната терапия при Салвадор Минучин.
Първоначално работи като междукултурен психотерапевт с двойки и семейства. После в продължение на 13 години е клиничен инструктор в Медицинския факултет на Нюйоркския университет и участва Международната програма за изследване на травмите на Колумбийския университет. Работи с бежанци и международни граждани, изследвайки както доброволната, така и принудителната миграция. Вдъхновение да започне да пише ѝ дава аферата Клинтън-Люински. Публикува статията „В търсене на еротична интелигентност“, за двойките и сексуалността от гледна точка на чуждестранен терапевт, наблюдаващ американската сексуалност. Статията става широк обект на обсъждане и води до предложение за написване на книга.
Първата ѝ книга „Еротична интелигентност“ е издадена през 2006 г., с която въвежда концепцията за „еротична интелигентност“, предлагайки честен, просветен и провокативен разговор за взаимоотношения и сексуалност, който е отвъд общоприетите етикети за лоши отношения и лицемерие. Книгата става бестселър в списъка на „Ню Йорк Таймс“ и я прави известна. Преведена е на над 25 езика по света.
След публикуването на свигата тя става международен консултант и лектор по секс и връзки. Нейните иновативни модели за изграждане на силни и трайни връзки са широко представени в медиите като „Ню Йорк Таймс“, „Вашингтон Поуст“, „Уолстрийт Джърнъл“, „Монд“, „Гардиън“, „Ню Йоркър“ и „Вог“. Тя е чест гост в радио и телевизионни предавания, авторка е на 2 подкаста аудио лекции „Откъде да започнем?“ и „Как е работата?“. Член е на Американската академия за семейна терапия и на Обществото за сексуална терапия и изследвания.
Омъжена е за Джак Саул, асистент професор по клинично обществено и семейно здраве в Училището по обществено здраве на Колумбийския университет в Ню Йорк, с когото имат двама сина.
Естер Перел живее със семейството си в Ню Йорк.

## Произведения
- Mating in Captivity: Unlocking Erotic Intelligence (2006)[1][4]
Еротична интелигентност : тайната на желанието в дълготрайните връзки, изд. „Векста“ (2013), прев. Емилия Илиева-Крайнова и др.
- L'intelligence érotique (2013)
- The State of Affairs: Rethinking Infidelity (2017)
Откровено за изневярата : преосмисляне на любовните връзки, изд.: ИК „Изток-Запад“, София (2021), прев. Детелина Иванова
- Je t'aime, je te trompe (2018)

### Серия „Откъде да започнем?“ (Where Should We Begin?)
1. Where Should We Begin? – Season Two (2017)[1]
2. Where Should We Begin?: The Arc of Love (2018)

### Екранизации
- 2007 – Esther Perel – тв сериал
- 2014 – 2019 Аферата, The Affair

### Филмография
- 2017 Newness
- 2020 Heads Will Roll – тв подкаст, глас, 10 епизода